# Liste des souverains du Samtskhe
Ce qui suit est la liste des souverains du Samtskhe. Le Samtskhe (en géorgien : სამცხე) est une province historique du sud-ouest de la Géorgie, aujourd'hui partie de la région administrative géorgienne de Samtskhé-Djavakhétie.

## Origine
Dès le début du XIIIe siècle, elle acquiert une certaine autonomie sous la direction d'une famille de grands féodaux, les Jakéli, Jaqéli ou Djaqéli. Ils gouvernent de manière héréditaire la province avec les titres de « duc » puis de « princes et atabegs de Meschie ou Meskhie ».
Le Samtskhe est attribué à l'Empire ottoman lors du partage de la Géorgie en sphère d'influence au XVIe siècle avec la Perse. Les princes de la famille Jakéli, convertis  à l'islam, gouvernent à partir de 1625 avec le titre de « pacha d'Akhaltsikhé », ville qui est la capitale de cette province qui est définitivement annexée à l'Empire ottoman en 1744/1750 avant d'être cédée à l'Empire russe en 1829 à la suite de la guerre russo-turque de 1828-1829 et de la signature du traité d'Andrinople.

## Ducs de Meschie
- 1184-1213 : Botso II, duc et connétable de Meschie ;
- 1223-1247 : Ioané II-Qvarqvaré Ier, duc et connétable de Meschie, son frère ;
- ????-1269 : Serge Ier, fils de Béka mort en (1221), son petit-fils.

## Princes indépendants
- 1269-1285 : Serge Ier, connétable de Meschie[1] ;
- 1285-1308 : Béka Ier, son fils.

## Ducs de Meschie
- 1308-1334 : Serge II, son fils, atabeg et grand-connétable de Géorgie ;
- 1334-1361 : Qvarqvaré II, son fils ;
- 1361-1391 : Béka II, son fils ;
  - 1361-1374 : Chalva, fils de Beka Ier ;
  - 1389-1395 : Aghbougha, fils de Chalva ;
- 1391-1444 : Ioané III, son fils ;
- 1444-1451 : Aghbougha Ier, son fils ;
- 1451-1463 : Qvarqvaré III Jakéli, fils de Béka II, prince de Meschie ou Meskhie.

## Princes indépendants
- 1463-1466 : Qvarqvaré III Jakéli ;
- 1466-1475 : Baadour Ier Jakéli, son fils ;
- 1475-1487 : Manoutchar Ier Jakéli, son frère ;
- 1487-1500 : Qvarqvaré IV Jakéli, fils d'Aghbougha Ier ;
- 1500-1502 : Kai-Khosrov Ier Jakéli, son fils ;
- 1502-1515 : Mzétchabouk Ier Jakéli le Grand, son frère ;
- 1515-1535 : Qvarqvaré V Jakéli, son fils ;
  - 1535-1545 occupation par le roi Bagrat III d'Iméréthie ;
- 1545-1573 : Kai-Khosrov II Jakéli, son fils ;
- 1573-1581 : Qvarqvaré VI Jakéli ;
- 1581-1614 : Manoutchar II Moustapha Pacha ;
- 1614-1625 : Manoutchar III Jakéli.

## Pachas d'Akhaltsikhé

### Pachas héréditaires
- 1625-1635 : Béka III Paul Sefer Pacha, fils de Kai Khosrov II et oncle de Manoutchar III ;
- 1635-1647 : Yousouf Ier Jakéli, son fils ;
- 1647-1659 : Rostom Ier, son fils ;
- 1659-1680 : Aslan Ier, son fils ;
- 1680-1690 : Yousouf II, son fils ;
- 1690-1701 : Selim Ier, son frère ;
- 1701-1705 : Ishaq Ier, fils de Yousouf II ;
- 1705-1708 : Aslan II, fils de Sélim Ier ;
- 1708-1716 : Ishaq Ier, second règne ;
- 1716-1718 : Aslan II, second règne ;
- 1718-1737 : Ishaq Ier, troisième règne ;
- 1737-1744 : Yousouf III, fils d'Ishaq Ier ;
- 1744-1750 : Ishaq Ier, de nouveau.

Annexion ottomane en 1750.

### Pachas non héréditaires nommés par les Ottomans
- 1750-1758 : Hadji Ahmad ;
- 1758-1759 : Hassan ;
- 1759-1761 : Ibrahim ;
- 1761-1767 : Hassan, de nouveau ;
- 1767-1795 : Souleïman-Pacha ;
- 1795-1802 : Sabouth, beau-frère du Sultan ;
- 1802-1803 : Gbariph-Pacha, atabeg, fils de Souleïman-Pacha ;
- 1803-1828 : Sélim Khimchiachwili, son fils Pharad est tué lors de l'assaut des Russes contre la ville.

## Sources
- Cyrille Toumanoff, Les dynasties de la Caucasie chrétienne de l'Antiquité jusqu'au XIXe siècle : Tables généalogiques et chronologiques, Rome, 1990, p. 214-219 et 552-553.
- Marie-Félicité Brosset, Histoire de la Géorgie, Saint-Pétersbourg, 1856, Histoire moderne de la Géorgie, Partie II, Livraison 1, réédition Adamant Media Corporation  (ISBN 0543944808), « Samtzké Saathabago », p. 226-227 &  « Atabeks et Pachas d'Akhal-Tzikhé », p. 638-640.